# Teratolytta carlae
Teratolytta carlae is een keversoort uit de familie van oliekevers (Meloidae). De wetenschappelijke naam van de soort is voor het eerst geldig gepubliceerd in 2006 door Bologna in Bologna & Di Giulio.